# Cuisine haïtienne
La cuisine haïtienne regroupe l'ensemble des traditions culinaires d'Haïti. Elle est caractérisée par l'influence des différents groupes ethniques historiques qui peuplent la partie ouest de l'île d'Hispaniola, à savoir les Africains et aussi les Américains et les Taïnos, les Français et les Espagnols. Elle est également d'inspiration africaine, du Moyen-Orient mais aussi des États-Unis. La cuisine haïtienne est comparable à la cuisine créole et proche de celles du reste des Caraïbes.
Les Haïtiens consomment largement les légumes, les viandes, le riz ou la farine de maïs. Les poivrons et les herbes sont souvent utilisés pour renforcer la saveur. Les plats ont tendance à être assaisonnés généreusement.
Les entreprises d'origine étrangère qui se sont installées sur l'île y ont aussi introduit leurs propres préparations. Au fil des ans, ces cuisines ont fusionné avec la cuisine haïtienne, comme la cuisine levantine, provenant de la migration arabe à Haïti.

## Plats
La cuisine haïtienne est souvent assimilée à la cuisine plus générale des Caraïbes, possédant néanmoins quelques spécificités. Cela est dû notamment à l'utilisation d'aromates et de piments. 
Un des plats traditionnels est le riz collé aux pois (diri kole ak pwa) consistant en du riz mélangé à des haricots rouges (ou pinto) accompagné d'une marinade et servi avec du rouget, des tomates et des oignons. Ce plat est aussi appelé « riz national », considéré comme étant un plat emblématique d'Haïti. Ce mets peut également être accompagné d'un bouillon clair à base d'épices diverses, de pommes de terre, de tomate et de viande de chèvre ou de bœuf.
Le riz blanc est parfois consommé seul avec des haricots, mais reste très souvent accompagné de viande. La purée de pois ou sauce pois (sos pwa) recouvre souvent l'ensemble. La sauce pois haïtienne est plus épaisse que la soupe cubaine de pois noirs.
Parmi les haricots, les noirs sont plébiscités, viennent ensuite les rouges, puis les blancs et enfin les pois.
La viande de poulet est également largement consommée, de même que la viande de chèvre et de bœuf. Le poulet est souvent bouilli dans une marinade à base de jus de citron, d'orange amère, de piment scotch bonnet, d'ail, et le tout est frit. 
Le légume haïtien est une sorte de ragoût à base de purée d'aubergine, de chou, de chayotte, d'épinards, de cresson et d'autres légumes (selon les saisons et les préférences). Ce ragoût est assaisonné par des épices, des oignons, de l'ail et du concentré de tomates. On cuit souvent, dans ce ragoût, de la viande de bœuf ou du crabe. 
Les autres plats également consommés contiennent de l'igname, de la patate (tubercule similaire à la patate douce), des pommes de terre, et des fruits de l'arbre à pain. 

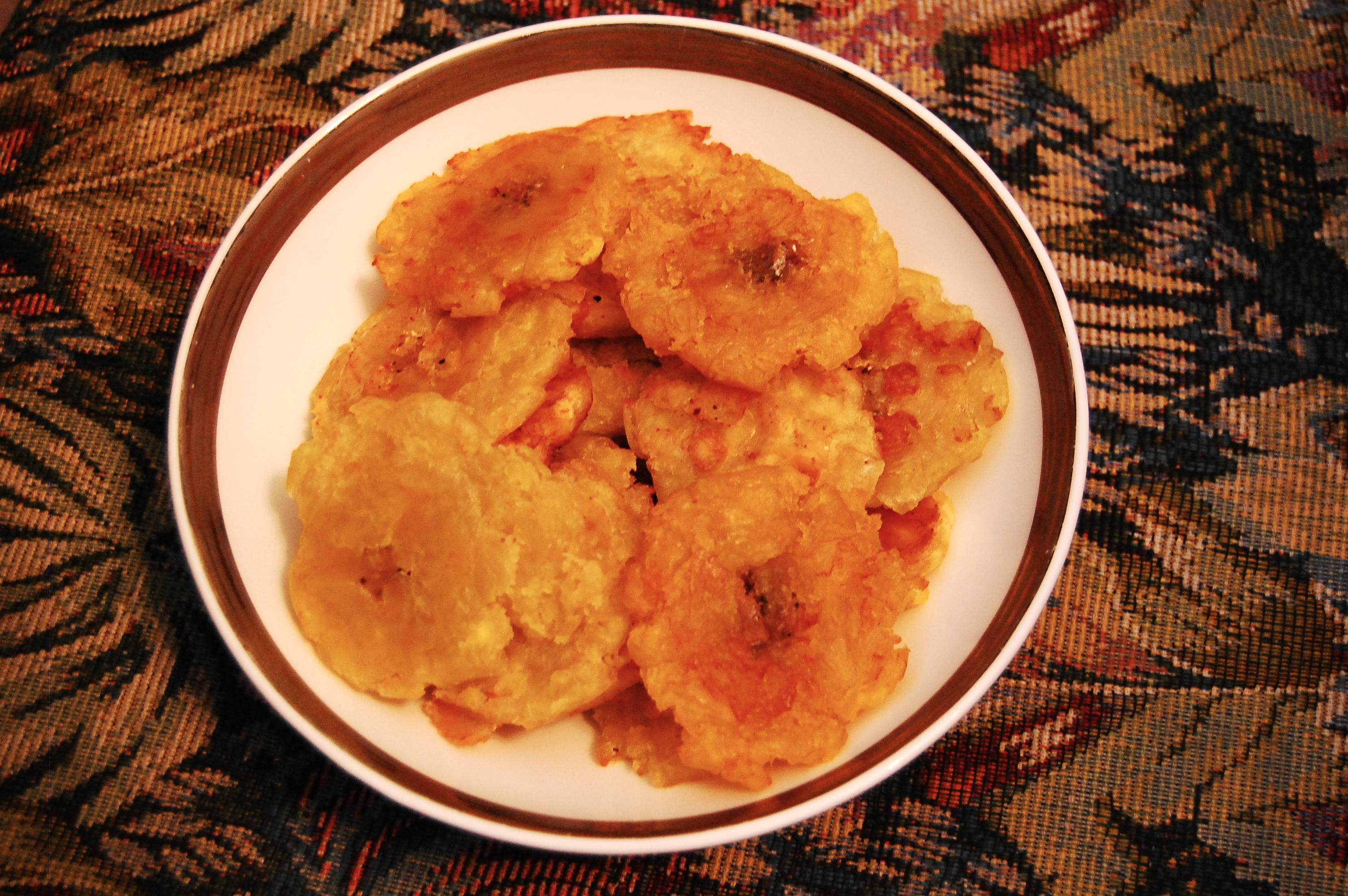
Bananes plantain frites.

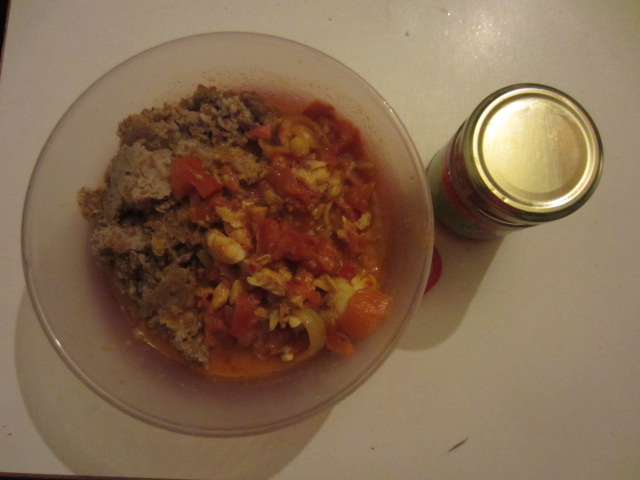
Blé sauce poisson.

Parmi les plats de la cuisine haïtienne, voici une liste de plats typiques :
- le cassave
- chokola La Kaye
- doukounou (ht)
- diri blan ak sos pwa nwa (riz blanc avec sauce pois noir)
- diri djon djon (riz djon djon)
- diri ak legim (riz aux légumes)
- diri ak pwa wouj (riz aux pois rouge)
- diri ak sòs pwa (riz aux pois)
- macaroni au gratin
- pain patate
- sòs Ti-Malice (sauce Ti-Malice)
- soupe joumou (soupe au giraumon)
- le bouillon haïtien (bouyon) : soupe à base de viande de bœuf, pommes de terre, bananes plantains, igname, malanga, cresson, épinards frais ou de chou, céleri. Variante : bouyon dumboys, un bouillon accompagné de dumboys, des petites boulettes de farine.
- sòs poul (poulet en sauce)
- tomtom : purée à base de fruit à pain (lam veritab), patate douce ou banane verte.
- tchaka : soupe populaire (haricots rouges, maïs, viande de porc ou de bœuf, lard, crabes, igname, malanga, joumou)
- akasan
- Griyo[2]

## Boissons
- Rhum Barbancourt
- Prestige (bière)
- Crémasse (Kremas)
- Rhum Bakara
- Clairin blanc
- Jus grenadine
- Jus papaye
- Jus corosol
- Jus cerise

## Desserts
- Douce Macoss[3]
- Konparèt[4].

## Sources
- (en) Cet article est partiellement ou en totalité issu de l’article de Wikipédia en anglais intitulé « Haitian cuisine » (voir la liste des auteurs).